# Koninklijk Conservatorium Gent
Het Koninklijk Conservatorium Gent (Engels: University College Ghent, Faculty of Music, Frans: Haute École de Gand, Conservatoire) is een conservatorium dat sinds 1995 deel uitmaakt van de Hogeschool Gent (hogeschooldecreet van 1994).
Het Koninklijk Conservatorium werd in 1835 opgericht door Joseph-Martin Mengal. Mengal schreef, in de sfeer van zijn tijd, nationalistische liederen, maar ook romances & opera's en ontpopte zich als hoornspecialist. In 1835 werden aan Mengals school 300 leerlingen ingeschreven, een paar jaar later waren het er al 800. Iedereen kon er vanaf zijn tiende jaar terecht. In de 20e eeuw evolueerden de conservatoriumopleidingen tot hogere kunstopleidingen van academisch niveau voor kandidaten met een diploma middelbaar onderwijs. Jazz, popmuziek, muziekproductie en instrumentenbouw vervolledigden het studieaanbod.
Sinds 2011 vormen het Koninklijk Conservatorium en de Koninklijke Academie voor Schone Kunsten van de Hogeschool Gent samen één School of Arts.

## Aanbod

### Muziek
Vanaf het academiejaar 2004-2005 werd ook aan het Conservatorium Gent gestart met de opleiding van academische bachelors (3 studiejaren) en academische masters (2 studiejaren). Tevens werd een "Master na Master" (Manama)-opleiding opgestart; dit is een voortgezette studie van twee studiejaren. 
KASK & Koninklijk Conservatorium richt een academische bachelor- en masteropleiding muziek in, aangevuld met postgraduaten en een master-na-master. Vanaf 2019 verandert de specifieke lerarenopleiding muziek in een educatieve masteropleiding.
Ongeveer 550 studenten volgen les in de muziekopleidingen. Binnen de afstudeerrichting uitvoerende muziek kunnen studenten kiezen tussen klassieke muziek, jazz en pop. Binnen de afstudeerrichting scheppende muziek kan men compositie volgen of muziekproductie, dat inhoudelijk meer aanleunt bij jazz en pop. KASK & Conservatorium biedt als enige in Vlaanderen een academische bachelor- en masteropleiding in instrumentenbouw aan.
De afstudeerrichtingen en trajecten die aansluiten bij klassieke muziek zijn gesitueerd op de Campus Grote Sikkel aan de Biezekapelstraat te Gent. 
Jazz, pop en muziekproductie namen in september 2018 een nieuw gerenoveerd gebouw in gebruik in Paddenhoek, Gent.
KASK & Conservatorium hebben twee concertzalen: de MIRY Concertzaal voor klassieke muziek en klassiek hedendaags, Club Telex voor jazz, pop en muziekproductie.
Wim De Temmerman is decaan van KASK & Conservatorium sinds de oprichting van de School of Arts van Hogeschool Gent.

### Drama
Tot 2009 werd de opleiding drama aangeboden aan het Koninklijk Conservatorium, maar deze werd overgeheveld naar de Koninklijke Academie voor Schone Kunsten om daarna in 2011 op te gaan in de School of Arts. De opleiding drama beschikt op de campus Bijloke over verschillende oefenruimtes voor toneel en lichaamsexpressie.

## De structuur
- Opleiding Muziek:
  - Afstudeerrichting Uitvoerende muziek:
    - specialisatie Klassieke muziek
    - specialisatie Jazz / Pop

  - Afstudeerrichting Scheppende muziek:
    - specialisatie Compositie
    - specialisatie Muziekproductie

  - Afstudeerrichting Muziektheorie / Schriftuur
  - Afstudeerrichting Instrumentenbouw
  - Postgraduaat Soloist Classical Music
  - Postgraduaat Musical Practice
  - Master na Master hedendaagse muziek
  - International Master in Composition for Screen

## Bekende alumni
- Julien Paul Blitz
- Vina Bovy
- Dirk Brossé
- Jean-Baptiste Dubois
- François-Auguste Gevaert
- Norbert Goddaer
- Lucien Goethals
- Walter Hus
- Karel Miry
- Karel Paukert
- Annelies Van Parys